# Area di Salaga
L'area di Salaga (in tedesco: Salaga-Gebiet ) era una zona neutra in Africa creata alla fine del XIX secolo tra due potenze coloniali, l'Impero britannico e l'Impero tedesco. Questo territorio comprendeva la città di Salaga, oggi situata nel nord-ovest del Ghana.

## Geografia
Questa zona si estendeva da nord a sud, alla confluenza del fiume Dako e il Volta Bianco; da est a ovest i confini erano determinati dal regno della tribù Dagombas, mentre la confluenza di Trubong e del Volta Nero segnava il confine occidentale.

## Storia
Questo territorio era conteso alla fine del XIX° secolo dalle due potenze coloniali. Con il trattato di Helgoland-Zanzibar del 1890, i due paesi decisero confini e le influenze in Africa occidentale. Il trattato prevedeva che la terra all'interno della Costa d'Oro e del Togoland fossero sotto l'influenza tedesca ad oriente, sotto l'influenza britannica ad occidente. Ma il territorio di Slaga fu contestato a causa della sua composizione etnica e la sua posizione geografica, essendo situato dove vi era la confluenza tra grandi corsi d'acqua.
Tra il 1889 e il 1899, i due imperi decisero che questa zona dovesse rimanere neutrale per evitare ogni possibile conflitto. Il Regno Unito optò per quest'opzione anche perché impegnato nella guerra anglo-boera.
La Convenzione tripartita del dicembre 1899 vide la spartizione della zona neutra tra le due potenze. L'etnia dei Mamprusis ebbe la possibilità di riunirsi sul lato britannico, mentre i Tchekossis potevano entrare nella parte tedesca. Dopo la prima guerra mondiale quando i tedeschi persero le loro colonie, la regione divenne parte del Togoland britannico, per poi entrare a far parte del Ghana indipendente nel 1957.